# 奥飛騨慕情
「奥飛騨慕情」（おくひだぼじょう）は竜鉄也の楽曲で、演歌歌手としてのデビューシングルである。1980年6月25日に発売。

## 解説
1972年に飛騨地方の温泉街で歌う仕事が入り、15日間滞在した際に書かれた。同年に自家盤で発売されたが、当時のプレス枚数は2000枚だった。
郡上八幡のスナックで歌っていたところ、作詞家の喜多條忠の目に留まり、1980年にトリオレコードから発売された。有線放送から徐々に注目されるようになり、発売から6ヶ月経ってオリコンのトップ10に初登場した。1981年に第14回日本有線大賞を受賞し、同年の『第32回NHK紅白歌合戦』にも自身唯一の出場を果たした。1981年オリコン年間シングル売上ランキングでは寺尾聰の『ルビーの指環』に次いで2位となった。
オリコンチャート集計による累計売り上げ枚数は約150万枚。ただし、そのほかにも300万枚以上、250万枚、370万枚という記録も。
奥飛騨温泉郷の新平湯温泉に歌碑が建てられている。

## 収録曲
- 全編曲：京建輔

1. 奥飛騨慕情 (4:31)
  - 作詞・作曲：竜鉄也
2. せせらぎの宿 (4:24)
  - 作詞：かぜ耕士　作曲：沖田宗丸

## カバー
- 藤圭子 - アルバム『螢火-右・左-』（1981年11月発売）
- 美空ひばり - アルバム『人恋酒〜最新演歌名曲名唱集』（1982年2月25日発売）
- 池田輝男 - アルバム『湯の里しぐれ～池田輝男ひとり旅～』（2008 年11月5日発売）
- 西方裕之 - アルバム『昭和を歌う ～演歌の王道～』（2010年1月1日発売）
- 三山ひろし - アルバム『歌い継ぐ!昭和の流行歌 II』（2011年2月2日発売）
- 石川さゆり - アルバム『こころの流行歌』（2011年11月16日発売）
- 氷川きよし - アルバム『氷川きよし・演歌名曲コレクション16〜櫻〜』（2012年6月23日発売）
- 葵かを里 - アルバム『葵かを里全曲集～鴨川なみだ雨～』（2013年10月23日発売）
- 増位山太志郎 - アルバム『～盛り場･旅情歌謡を唄う～』（2013年11月20日発売
- 福田こうへい - アルバム『煌』（2014年7月21日発売）
- 水田竜子 - アルバム『旅うた VOL.5 デビュー25周年記念』（2018年2月7日発売）
- 加山雄三 - アルバム『演歌の若大将～Club光進丸』（2018年6月27日発売）